# Longchamps (Buenos Aires)
Longchamps è una cittadina argentina situata nel partido di Almirante Brown, nella provincia di Buenos Aires.

## Geografia
Longchamps è situata nella zona sud dell'area metropolitana bonaerense, a 29 km a sud di Buenos Aires.

## Infrastrutture e trasporti

### Ferrovie
Longchamps è servita da una propria stazione ferroviaria posta lungo la linea suburbana Roca che unisce le località del sud dell'area metropolitana bonaerense con Buenos Aires.